# Apocepon
Apocepon is een parasitair geslacht van pissebedden in de familie Bopyridae, en bevat de volgende soorten:
- Apocepon digitatum Stock, 1960
- Apocepon leucosiae An, H. Yu & Li, 2006
- Apocepon pulcher Nierstrasz & Brender à Brandis, 1930